# Slate Islands (Schottland)
Als Slate Islands (deutsch „Schieferinseln“) wird eine zum schottischen Archipel der Inneren Hebriden gehörende Inselgruppe bezeichnet. Die Inselgruppe erhielt ihren Namen nach dem auf einigen Inseln in der Vergangenheit intensiv abgebauten Schiefer (englisch „slate“).

## Geographie
Die Slate Islands liegen unmittelbar vor der Westküste Schottlands in der Mündung des Firth of Lorn. Die Inselgruppe liegt dabei rund 5 km nordöstlich von Jura sowie 10 km südöstlich von Mull. Zu den Slate Islands gehören – neben zahlreichen Stacs und Skerries – folgende Inseln:
| Insel         | Fläche km² | Bevölkerung 2001 | Hauptort    | Höhe m | Erhebung             |
| ------------- | ---------- | ---------------- | ----------- | ------ | -------------------- |
| Belnahua      | ca. 0,2    | 0                | -           | 22     |                      |
| Easdale       | ca. 0,2    | 58               |             | 38     |                      |
| Insh          | 0,36       | 0                | -           | 69     |                      |
| Luing         | 14,30      | 212              | Cullipool   | 94     | Beinn Furachaill     |
| Lunga         | 5,54       | 7                |             | 98     | Bidean na h-Iolaire  |
| Seil          | 13,29      | 560              | Ellenabeich | 146    | Meall Chaise         |
| Shuna         | 4,51       | 1                | -           | 90     | Druim na Dubh Ghlaic |
| Torsa         | 1,13       | 0                | -           | 62     |                      |
| Slate Islands | 39,53      | 838              |             | 146    | Meall Chaise         |

Fünf Inseln sind bewohnt. Mehr als die Hälfte der Bevölkerung lebt auf Seil, das über die Clachan Bridge mit dem schottischen Festland verbunden ist. Bedeutende Orte der Inselgruppe sind Ellenabeich auf Seil und Cullipool auf Luing.